# Alexandra Lorska
Alexandra Lorska (urodzona jako Aleksandra Sikorska 17 grudnia 1963) – francuska tancerka, aktorka i prezenterka telewizyjna pochodzenia polskiego.
Karierę rozpoczęła jako tancerka baletowa w Warszawie. W 1978 roku wystąpiła w filmie Akwarele, w którym zagrała Katarzynę, tancerkę baletową i konkurentkę głównej bohaterki. W 1980 roku wystąpiła w serialu Królowa Bona jako Katarzyna Jagiellonka. We wczesnych latach 80. pod pseudonimem Alexa Polskaschnikof znana była jako tancerka kabaretowa w paryskim The Crazy Horse Saloon. Grała wówczas także w kilku francuskich produkcjach filmowych i teatralnych, między innymi w sztuce Moja krewna z Warszawy.
W 1988 roku już jako Alexandra Lorska wydała popowy singiel „J’aime les hommes”, w którym zaśpiewała fragment tekstu po polsku. W 1993 roku była prezenterką TF1 w programie Stéphane Collaro Sexy Dingo.
Przez 9 lat była partnerką związanego z francuską firmą optyczną Alaina Afflelou, z którym ma syna – Anthony’ego, urodzonego w 1991 roku.